# Broda (anatomia)

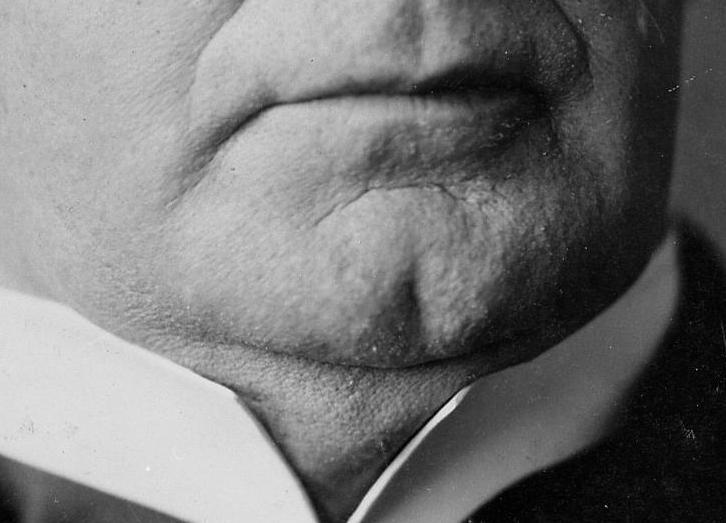
Broda z dołeczkiem

Broda, podbródek (łac. mentum) – najniższa część twarzy człowieka. Tworzy ją dolna część żuchwy. Broda jest miejscem przyczepu mięśni odpowiedzialnych za precyzyjne ruchy ust związane z mową i mimiką (mięsień bródkowy, mięsień obniżacz wargi dolnej, mięsień okrężny ust). Mięśnie te unerwione są przez nerw twarzowy. Pod brodą mają swój przyczep brzuśce przednie mięśni dwubrzuścowych lewego i prawego. Jest to także lokalizacja węzłów chłonnych.
Obecność brody u ludzi jest uważana za unikalną w świecie ssaków. W toku embriogenezy jest ona widoczna u ludzkiego płodu już od 5 tygodnia ciąży. Najwcześniejsze znaleziska szkieletów H. sapiens posiadających brody pochodzą z plejstocenu. Filogenetyczny rozwój brody u człowieka najprawdopodobniej nie jest związany z mechaniką (zmianami nacisku podczas) żucia.
Unerwiona jest przez nerw bródkowy, a unaczyniona przez tętnicę zębodołową dolną (gałąź bródkowa) i żyłę zębodołową dolną (gałąź bródkowa).